# Den Sorte Diamant
Den Sorte Diamant (letterlijk vertaald: De Zwarte Diamant) is een moderne uitbreiding van de nationale bibliotheek van Denemarken, Det Kongelige Bibliotek. Het gebouw staat op het eiland Slotsholmen, in de wijk Indre By, in Kopenhagen. De naam dankt het gebouw aan de gepolijste zwarte granieten bekleding en de onregelmatige hoeken. Den Sorte Diamant is ontworpen door de Deense architecten Schmidt Hammer Lassen en werd in 1999 voltooid als eerste in een reeks grootschalige culturele gebouwen langs de waterkant van Kopenhagen.
Naast de functie als bibliotheek biedt het gebouw onderdak aan een aantal andere openbare faciliteiten en activiteiten, waarvan de meeste zijn gesitueerd rond het centrale, verlichte atrium dat het gebouw doorsnijdt met een enorme glazen voorkant die uitkijkt op de haven. De faciliteiten omvatten een auditorium met 600 zitplaatsen, de Dronningesalen (vertaald: "Koninginnenzaal"), dat gebruikt wordt voor concerten - voornamelijk kamermuziek en jazz - literaire evenementen, theatervoorstellingen en conferenties. Er zijn ook tentoonstellingsruimtes, een cadeauwinkel, een restaurant (Søren K.), een café (Cafe Øieblikket) en een tuin. De tentoonstellingen zijn gebaseerd op of geïnspireerd door de bibliotheekcollecties en variëren van historische onderwerpen via hedendaagse fotografie tot samenwerkingsverbanden tussen kunstenaars zoals Marina Abramović en Nick Cave.

## Geschiedenis
In het begin van de jaren 1990 schreef het Deense Ministerie van Cultuur een internationale architectuurwedstrijd uit voor het ontwerp van een uitbreiding van de Koninklijke Bibliotheek op Slotsholmen. De wedstrijd trok 178 Deense en internationale architectenbureaus en uiteindelijk werd Schmidt Hammer Lassen in 1993 als winnaar gekozen.
De bouw begon in 1995. De kosten van het gebouw bedroegen 465.000.000 Deense kronen. Het Ministerie van Cultuur was de bouwer en Moe en Brødsgaard A/S de raadgevende ingenieurs.
Den Sorte Diamant werd op 7 september 1999 ingewijd en op 15 september 1999 voor het publiek geopend. De toenmalige minister van Culturele Zaken, Jytte Hilden, noemde het de Zwarte Diamant.

## Architectuur en bouwmaterialen

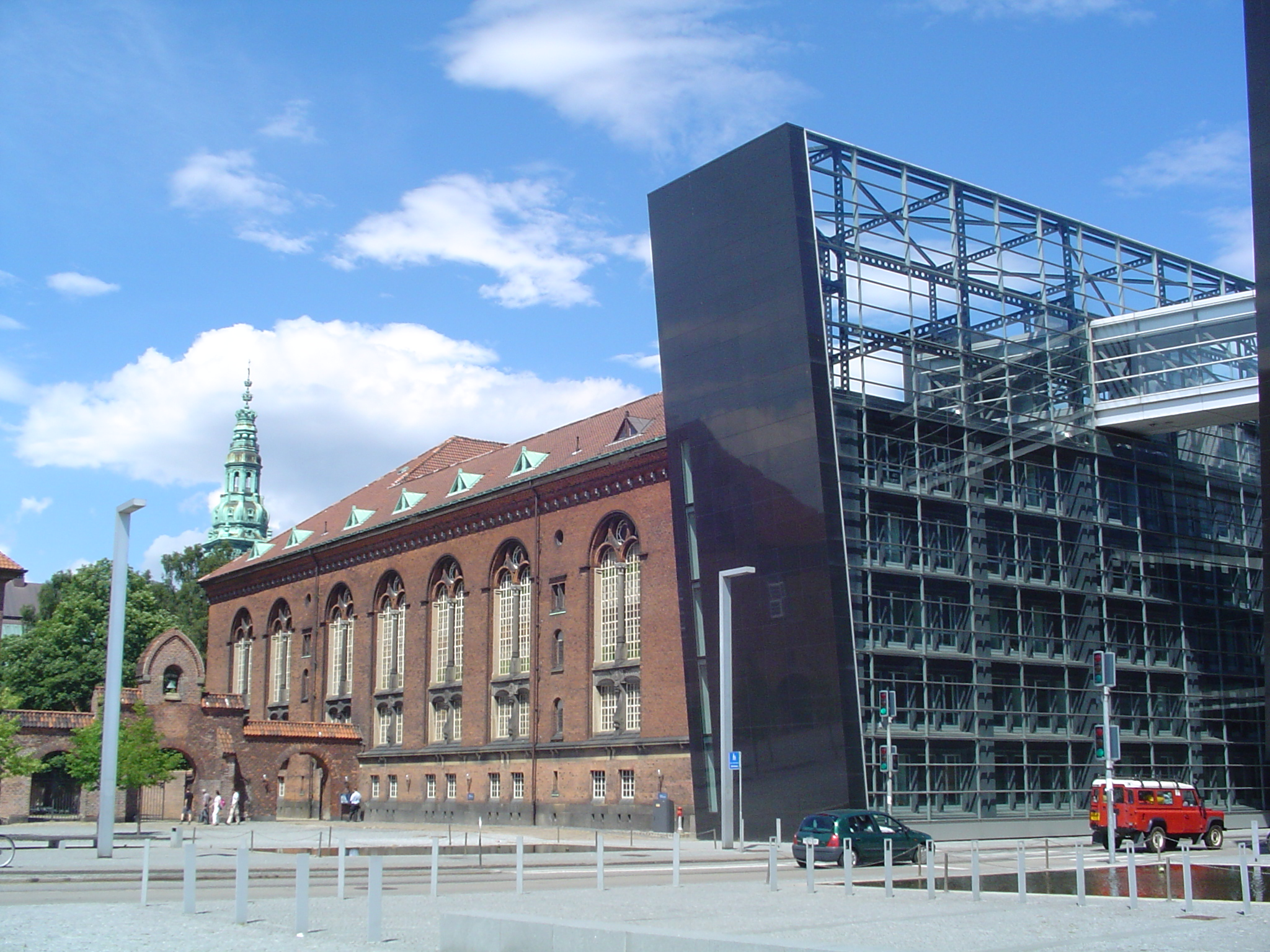
Verbinding met het oude gebouw.

De basisvorm van Den Sorte Diamant is een doos die zowel vanuit de haven als richting het water naar links helt. Tegelijkertijd zet het iets uit van beneden naar boven en van noord naar zuid, waardoor het een vervormde, prismatische vorm krijgt.
Het gebouw is bekleed met zwart graniet van een type dat bekend staat als "Absolute Black", dat werd gedolven in Zimbabwe en vervolgens werd geslepen en gepolijst in Italië. De zwarte bekleding beslaat 2500 vierkante meter en elke steen weegt 75 kg.
Een brede, glazen "spleet" splitst de gevel in tweeën en laat natuurlijk licht binnen in het centrale atrium van het gebouw. Er loopt ook een glazen band over de volledige hoogte van de begane grond van het gebouw om van binnenuit een panoramisch uitzicht op de waterkant mogelijk te maken en tegelijkertijd de Diamant een drijvend uiterlijk te geven als je het vanaf het water bekijkt. De glazen gevel wordt ondersteund door grote stalen balken die in Polen zijn geproduceerd en een ton per meter wegen.
De Black Diamond wordt van het oude gebouw, bekend als het Holm-gebouw, gescheiden door de drukke verkeersader Christians Brygge die langs de waterkant loopt. Verschillende luchtbruggen verbinden de twee gebouwen met elkaar.
Het gebouw heeft een totaal vloeroppervlak van 20.733 m² en omvat ongeveer 450 ruimtes over acht verdiepingen. De glazen wanden van de leeszalen, die in Duitsland zijn geproduceerd, zijn zes meter hoog, 2,40 meter breed en 16 mm dik. Elke ruit weegt 576 kg. De vloeren bestaan deels uit esdoornhout, ook op de balkons en loopbruggen, en deels uit Spaanse zandsteen. Amerikaanse esdoornhout, leer, roestvrij staal en gezandstraald glas zijn voornamelijk gebruikt voor het meubilair, dat speciaal voor de bibliotheek is gemaakt.

### Atrium

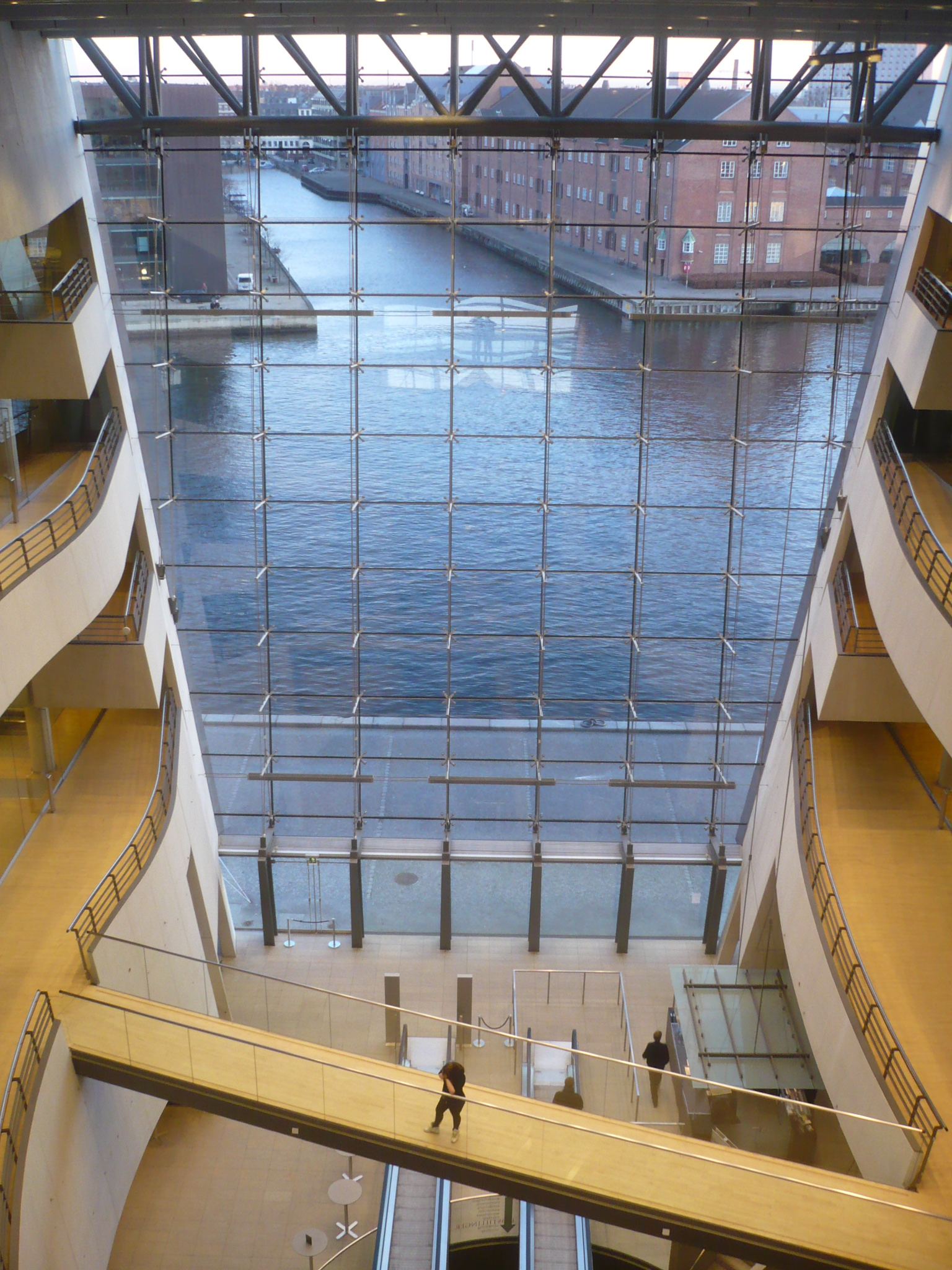
Uitzicht over de haven vanuit het atrium.

In tegenstelling tot de strenge en donkere buitenkant creëert het atrium een lichte en organische centrale ruimte in de bibliotheek. Het wordt verlicht en begrensd door golvende balkons. Vanuit het atrium leidt een roltrap naar het C-niveau, waar de belangrijkste bibliotheekfaciliteiten zich bevinden.

### The Link
The Link is een verbindingsgang die loopt van de foyer van het oude hoofdgebouw van de bibliotheek via een luchtbrug boven Christians Brygge en het atrium langs een loopbrug naar de glazen gevel met een weids uitzicht over Christianshavn en Islands Brygge aan de overkant van de haven.

### Dronningesalen
De Dronningesalen (vertaald: "Koninginnenzaal"), waar muzikale evenementen en lezingen plaatsvinden, biedt een repertoire van klassieke muziek, maar ook jazz. De zaal presenteert muziek uit de eigen muziekcollectie van de bibliotheek en organiseert ook concerten met wisselende ensembles. De zaal heeft een volume van 5600 m³, is ongeveer 20 m breed, 30 m lang en 10 m hoog. Er is een podiumoppervlak van 150 vierkante meter voor 384 stoelen, 88 vierkante meter voor 480 stoelen en 35 vierkante meter voor 600 stoelen. De kosten bedroegen in totaal 35 miljoen Deense kronen. De nagalmtijd in de zaal varieert tussen 1,1 en 1,9 seconden dankzij de verstelbare geluidspanelen op de muren.